# Bolton Swings Sinatra
| Críticas profissionais | Críticas profissionais |
| Avaliações da crítica  | Avaliações da crítica  |
| Fonte                  | Avaliação              |
| ---------------------- | ---------------------- |
| Allmusic               | 3 de 5 estrelas.       |
| USA Today              | [ 1 ]                  |

Bolton Swings Sinatra é um álbum de estúdio do cantor e compositor estadunidense Michael Bolton, lançado em 2006. Bolton interpreta canções que ficaram conhecidas na voz de Frank Sinatra.

## Faixas
| N.º | Título                                                                                 | Duração |  |
| 1.  | "You Go to My Head" (J. Fred Coots, Haven Gillespie)                                   | 4:03    |  |
| 2.  | "Fly Me to the Moon" (Bart Howard)                                                     | 2:58    |  |
| 3.  | "For Once in My Life" (Ron Miller, Orlando Burden)                                     | 3:20    |  |
| 4.  | "Summer Wind" (Hans Bradtke, Henry Mayer, Johnny Mercer)                               | 2:34    |  |
| 5.  | "My Funny Valentine" (Lorenz Hart, Richard Rodgers)                                    | 3:52    |  |
| 6.  | "I've Got You Under My Skin" (Cole Porter)                                             | 3:31    |  |
| 7.  | "That's Life" (Kelly Gordon, Dean Kay)                                                 | 3:17    |  |
| 8.  | "The Second Time Around" (dueto com Nicollette Sheridan; Sammy Cahn, Jimmy Van Heusen) | 4:03    |  |
| 9.  | "The Girl from Ipanema" (Vinicius de Moraes, Norman Gimbel, Antonio Carlos Jobim)      | 3:12    |  |
| 10. | "Night and Day" (Porter)                                                               | 4:01    |  |
| 11. | "They Can't Take That Away From Me" (George Gershwin, Ira Gershwin)                    | 3:10    |  |
| 12. | "Theme from New York, New York" (Fred Ebb, John Kander)                                | 3:26    |  |

## Desempenho nas paradas

### Álbum
| Paradas (2006) | Melhor posição |
| -------------- | -------------- |
| Billboard 200  | 51             |